# Sonde dentaire

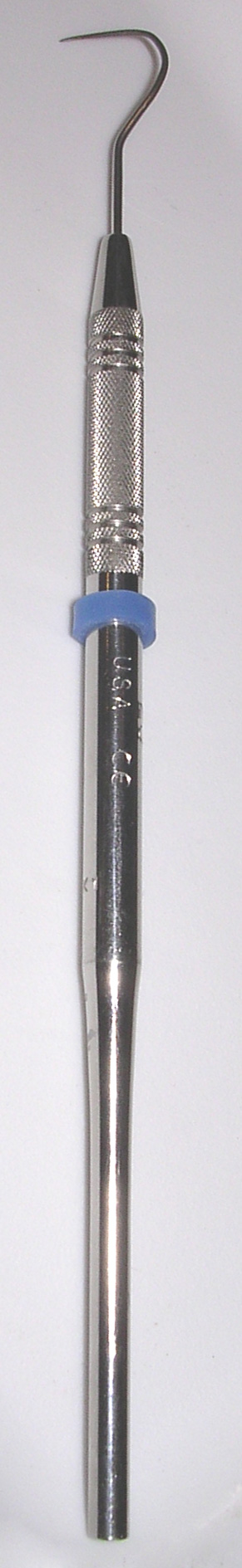
Une sonde no 23, surnommée « crochet de berger »

Une sonde dentaire est un instrument dentaire à main utilisé par les dentistes pour l'exploration tactile des surfaces de la dent. Le bout pointu de la sonde sert à vérifier la sensibilité dentaire du patient.

## Description
Jusqu'à récemment, la sonde dentaire était utilisée pour déterminer la présence de caries dans les dents. Un certain nombre de professionnels ont remis en cause cette pratique.
Dans certains cas, l'émail se déminéralise aux premières parties de la décomposition dentaire. Alors, du fait de l'utilisation d'un bout pointu, la sonde pourrait causer une dégradation de l'émail à un endroit où il n'existait aucun problème. Ils préconisent l'usage du fluorure ainsi qu'une bonne hygiène bucco-dentaire afin de reminéraliser l'émail. De plus, les radiologues et certains produits conçus pour identifier les problèmes dentaires, comme le détecteur de densité, aident les dentistes dans leur diagnostic final. Ce débat continue toujours car il reste difficile d'effectuer un bon diagnostic sans utiliser une vérification tactile. 
Il y a plusieurs types de sondes dentaires, la plus commune est la sonde numéro 23 (en photo), qui est également connue en tant que « crochet de berger ». D'autres types incluent la sonde numéro 3CH (également connue sous le nom de  « corne de vache » ou « tresse ») et de numéro 17, qui sont utiles pour les parties inter-dentaires.